# Arnavutköy
Arnavutköy ("aldeia albanesa" em turco) é um bairro histórico de Istambul, Turquia, que faz parte do distrito de Beşiktaş, no lado europeu da cidade. É famoso pelas suas yalı (casas de madeira tradicionais otomanas) à beira do Bósforo, pelos restaurantes de peixe e pelo prestigiado Robert College, uma escola americana centenária.
Arnavutköy é também conhecida pelos chamados morangos otomanos, uma variedade mais pequena e menos sumarenta que os morangos produzidos noutras partes da Turquia. Embora atualmente esses morangos sejam uma raridade, algumas plantações desses morangos ainda sobrevivem nas zonas interiores e são os frutos são vendidos nas lojas, onde os apreciadores os procuram avidamente. O cultivo de morangos, introduzido pela família grega Ipsilantis no final do século XVIII, substituiu a vinha, muito abundante até então na área.
No passado a aldeia foi conhecida em grego como Hestai, Promoto, Anáplo (Anaplous), Horasmoto (aldeia dos anjos), Asomaton, Megalu Revmatus (grande corrente) ou Diabolugue Revma (corrente diabólica, devido à corrente o Cabo Arnavutköy). Supõe-se que o nome turco tem origem no facto do sultão otomano Maomé II, o Conquistador ter ali instalado albaneses depois de ter conquistado a Albânia em 1468. Alguns acreditam que alguns dos albaneses ali instalados eram descendentes de escandinavos que tinham anteriormente emigrado para a Dalmácia.
O local já era habitado no século IV e Constantino, o Grande (272-337) mandou ali construir uma igreja consagrada a São Miguel (em turco: Ayios Mihael), a qual foi substancialmente ampliada por Justiniano (483-565). A igreja foi saqueada no século XIII pelas tropas da Quarta Cruzada e as suas ruínas serviram de pedreira  para construir a vizinha Fortaleza de Rumeli (Rumelihisarı), construída no século XV pelo sultão Maomé II, o Conquistador pouco antes de conquistar Constantinopla.
Segundo uma publicação do Şirket-i Hayriye (Companhia de Ferryboats de Istambul) escrita imediatamente antes da Primeira Guerra Mundial, a população da então aldeia de Arnavutköy era de 493 turcos muçulmanos que viviam em 168 casas e 5 973 gregos cristãos que viviam em 975 casas. No entanto, e apesar do topónimo, que sugere que o local foi habitado por albaneses, a população foi predominantemente judia ao longo da história, mas muitos judeus abandonaram o bairro após um grande incêndio ocorrido em 1877. À semelhança do que aconteceu em todos as áreas tradicionalmente habitadas por gregos, a quase totalidade dos gregos de Arnavutköy emigraram para a Grécia após os motins de 1955[carece de fontes?] que ficaram conhecidos como o Pogrom de Istambul, os quais também afetaram os gregos de Arnavutköy. Atualmente praticamente a totalidade da população do bairro é muçulmana.[carece de fontes?]